# 香港格價網
香港格價網是香港的網滙科技有限公司在2008年推出的格價兼网络购物平台。截至2019年，它共提供了超過20萬款商品的資訊，並提供同一件產品在不同商戶的售價予用家比較。該網站的用家也能在對應的頁面為產品填寫評價。2008年網站創立時列出的售價主要由網民提供，到2016年時則多數源自2000多家商戶會員。2010年推出的「安心訂購」服務則讓用家能透過該平台向商戶訂購產品。除此之外，它亦為用家提供二手貨交易平台，容許他們在其之上買賣二手產品。
網滙科技在开设香港格價網之前已在營運Uwants討論區與香港討論區。網滙科技之後因為討論區科技版的會員經常把討論焦點放在價格上，而為它加入更多有關比較價錢的功能。2008年，把有關功能拆分成網站「香港格價網」。之後為該網站發表iOS和Android版手機應用程式，並把焦點擴展到嬰兒用品等產品。

## 歷史
香港格價網的營運公司網滙科技在开设香港格價網之前已在營運Uwants討論區與香港討論區。網滙科技之後因為討論區科技版的會員經常把討論焦點放在價格上，而為它加入更多有關比較價錢的功能。2008年，把有關功能拆分成網站「香港格價網」。2010年網站加入了「安心訂購」服務，讓用家能透過香港格價網訂購商户的產品。同年據情報服務Experian Hitwise統計，香港格價網佔了該年度香港電子產品線上搜尋量的接近3成。
它在2011年至2012年期間發表iOS和Android版手機應用程式。2013年，其創始人表示香港格價網月瀏覽人數為50萬人左右。2015年引入用戶反饋机制，讓他們能为每一次跟列於該平台的商戶的購物體驗評级。同年大幅修改其手機應用程式的設計。它在2016年左右開始不再只聚焦電子產品，把焦點擴展到嬰兒用品等產品。同年4月Google分析的數據顯示，其在3月的瀏覽者數目約為180萬。次月推出「限時購」平台，讓人們能夠在該平台实時訂購休閒用品等产品。2016年12月，《香港經濟日報》報導指它有12名員工。2017年，網站開始使用腾讯云技術。次年開始在觀塘南益商業中心11樓開設產品展示會場。
2019年，它正式參與銀通的開放应用程序接口平台「JETCO APIX」。9月舉辦「第一屆精明消費之選2019頒獎典禮」，旨在以平台數據及評審作標準，選出「優秀品牌及商戶」。另外東亞銀行亦在該年宣佈跟香港格價網以開放应用程序接口的方式合作，讓人能在後者申請銀行的信用卡及貸款，並利用信用卡獎分在平台購物。2020年8月，因應2019冠狀病毒疫情爆發，而舉辦「Price網上電腦節」。

## 功能
截至2019年，香港格價網共提供了超過20萬件商品的資訊，並提供同一件產品在不同商戶的售價予用家比較。它容許使用者透過產品的名稱搜尋該產品，並有按類別分類。該網站的用家也能在對應頁面為產品寫下評價。2008年網站創立時列出的售價主要由網民提供，到2016年時則多數源自2000多家商戶會員。2020年香港01的報導表示它會向用家反映產品的90天價格走勢。根據2015年《e-zone》的報導，它的手機應用程式能以定位功能得到的數據为基礎，向用家發送附近商戶的優惠資訊。
2010年推出的「安心訂購」服務則讓使用者能透過平台跟商戶訂購產品，並為商戶設立等级，愈受欢迎者愈高级。香港格價網亦為兩方提供免費協停糾紛的服務。部分商戶會跟香港格價網合作，容許經該平台購入的消費者以較低價格獲得產品。截至2016年，平台會從中抽取1.25%的中介費，但不會向商家索取上架費。網站的收入來源包含廣告費及從上述服務收取的中介費。除此之外，它亦為用家提供二手貨交易平台，容許他們在其之上買賣二手產品，而且不會向使用者收費。

## 迴響
2008年《香港經濟日報》讚揚它所收錄的電子產品數量，不過仍評價指由於網站價格依賴網友更新，所以較不為人關注的產品資訊較少。同年《e-zone》也對它表示好評，指它能為人「節省不少時間」。《PC Market》則評論道它的「篩選功能、排序方法及關鍵字均十分方便」。
2016年，同一雜誌的評論者則認為它能助人節省開支。2020年，香港01記者李家樑讚揚它的顧客評價功能，認為能帶給人一定的參考價值。次年《香港仔》的殷考玲讚揚該網站列出的產品「多元」，而且用家能在當中尋找不少二手的電子產品，不過仍認為二手書等其他二手產品較適合在其他平台上尋找。

## 外部連結
- 香港格價網 （页面存档备份，存于）（繁體中文）